# Ruth Riley
Ruth Ellen Riley (* 28. August 1979 in Ransom, Kansas, Vereinigte Staaten) ist eine ehemalige professionelle Basketballspielerin. Zuletzt spielte sie für die Atlanta Dream in der Women’s National Basketball Association (WNBA). Bei den Olympischen Spielen 2004 gewann sie mit der US-amerikanischen Damenauswahl die olympische Goldmedaille.

## Karriere

### College
Ruth Riley spielte bis 2001 für das Damen-Basketballteam der University of Notre Dame in der NCAA Division I, mit dem sie in ihrem Senior-Jahr 2001 die NCAA Division I Basketball Championship gewann, bei der sie als Most Outstanding Player geehrt wurde. Nach vier Jahren beendete sie ihre NCAA-Karriere mit mehr als 2.000 erzielten Punkten und 1.000 Rebounds.

### WNBA
Riley wurde im WNBA Draft 2001 von den Miami Sol an der fünften Stelle ausgewählt. In ihrer ersten Saison konnte sie sich bereits nach 12 Spielen einen Platz in der Startformation der Sol sichern.
Einen Tag bevor die Saison 2002 startete, brach sie sich einen Finger, dadurch vermisste sie erstmals in ihrer Karriere einige Spiele wegen einer Verletzung. Da die Miami Sol ihren Spielbetrieb nach dieser Saison einstellten, wurde sie im Dispersal Draft von den Detroit Shock ausgewählt.
Bereits in der Saison 2003 konnte sie erstmals mit den Shock eine WNBA-Meisterschaft gewinnen. Da sie die beste Leistung in den WNBA-Finals brachte, wurde sie zum Finals MVP ernannt. In der Saison 2006 gewann sie ihre zweite WNBA-Meisterschaft mit den Detroit Shock. Im Februar 2007 wurde sie zu den San Antonio Silver Stars für Katie Feenstra transferiert, für die sie bis 2011 spielte. Nachdem sie in der WNBA 2012 für die Chicago Sky gespielt hatte, spielte sie 2013 noch eine weitere Spielzeit für die Atlanta Dream.
Danach war sie nicht mehr in der WNBA aktiv. Bis zu diesem Zeitpunkt bestritt sie in 13 WNBA-Saisons in der regulären Saison 387 Spiele, dabei stand sie 262 Mal in der Startformation und erzielte 2434 Punkte, 1603 Rebounds und 449 Assists. In 52 Playoff-Partien (davon 35 in der Startformation) erzielte sie 312 Punkte, 193 Rebounds und 69 Assists.

### Weitere Vereinskarriere
Neben Meisterschaften mit den Colorado Chill in der National Women’s Basketball League spielte Riley auch professionell in Europa. Nach Stationen in Spanien, Polen und Lettland gewann sie 2010 mit Athinaikos Athen den EuroCup (ehemals Ronchetti-Pokal).

### Nationalmannschaft
Auch im Nationaltrikot war Ruth Riley erfolgreich. Sie gewann mit der US-amerikanischen Basketballnationalmannschaft bei den Olympischen Sommerspielen 2004 in Athen die Goldmedaille.